# Kathrin Schmidt
Kathrin Schmidt (née le 12 mars 1958 à Gotha) est une écrivaine allemande.

## Biographie
Kathrin Schmidt a grandi en RDA et fait des études de psychologie à Iéna. Elle s'est fait connaître au début des années 1990 par des recueils de poèmes.
Son plus grand succès littéraire à ce jour reste le roman autobiographique Du stirbst nicht. L'auteure y décrit la maladie et la guérison de l'écrivaine Hélène, qui après un infarctus perd partiellement le contrôle de son corps et doit réapprendre à parler. 150 000 exemplaires du roman ont été vendus en Allemagne. Le livre a obtenu le Prix du livre allemand (Deutscher Buchpreis) en 2009.

## Œuvre traduite en français
- L'Expédition Gunnar-Lennefsen, roman traduit par Claire de Oliveira , Éditeur : Gallimard (5 janvier 2001), Collection : Du monde entier  (ISBN 2070755363 et 978-2070755363)

## Source
- (de) Cet article est partiellement ou en totalité issu de l’article de Wikipédia en allemand intitulé « Kathrin Schmidt » (voir la liste des auteurs).